# 雷·比尔尼
雷·比尔尼（英語：Ray Bilney，1945年11月2日—），澳大利亚男子自行车运动员。他曾代表澳大利亚参加1970年英联邦运动会自行车比赛，获得一枚银牌。他也曾参加1964年夏季奥林匹克运动会。